# Принстон Норт (Њу Џерзи)
Принстон Норт (енгл. Princeton North) град је у америчкој савезној држави Њу Џерзи.

## Демографија
По попису из 2000. године број становника је 4.528.
| Група             | 2000.         | 2010.    |
| Белци             | 3.537 (78,1%) | 0 (0,0%) |
| Афроамериканци    | 259 (5,7%)    | 0 (0,0%) |
| Азијати           | 269 (5,9%)    | 0 (0,0%) |
| Хиспаноамериканци | 380 (8,4%)    | 0 (0,0%) |
| Укупно            | 4.528         | 0        |